# 史氏鰟鮍
史氏鰟鮍（學名：Rhodeus smithii）為輻鰭魚綱鯉形目鱊科鰟鮍屬的其中一種，被IUCN列為極危保育類動物，它最初被Charles Tate Regan於1908年命名為Achilognathus smithii，在科學文獻中也稱為Rhodeus ocellatus smithii，分布於亞洲日本淡水流域，體長可達6.5公分，棲息在底中層水域，雌魚會在將卵產在蚌殼內，幼魚孵化後，會留在貝殼中直到能獨立游泳，生活習性不明。

## 扩展阅读
維基物種上的相關：史氏鰟鮍